# Georges Pigassou
Pour les articles homonymes, voir Pigassou.
Georges Jean Pigassou, né à Quarante (Hérault) le 27 juillet 1882 et mort dans la même ville le 22 octobre 1978, est un clarinettiste classique français, spécialiste de la clarinette basse.

## Biographie
Pigassou obtient un accessit au concours de clarinette qui se tient le 30 juin 1899 au Conservatoire de Toulouse.
Dans les années 1920, il joue de la clarinette basse pour les Concerts Koussevitzky au Théâtre National de l’Opéra,, notamment les œuvres innovantes pour les bois de  Stravinsky. 
Il a été clarinette à l'orchestre symphonique de Boston sous la direction de Toscanini puis à l'Opéra-Comique à Paris et aux Concerts-Lamoureux. Il a eu l'occasion de participer à la clarinette basse à la création de pièces contemporaines telles que Pacific 231 de Honegger, qui comprend des parties de vents et de cuivres pour une partition dramatique imitant un train, Sept, ils sont sept de Prokofiev et l'orchestration par Ravel des Tableaux d'une exposition de Moussorgski.
Il a été essayeur de clarinette basse pour la maison Buffet-Crampon.
Georges Pigassou a souvent participé à des créations de musique contemporaine, notamment pour Erik Satie. 
Des chercheurs lui ont fait écrire une lettre fictive sur le départ de Paris de Serge Koussevitzky et sur son rapport entre clarinette basse et musique nouvelle.